# Chronologie néo-zélandaise de l'Antarctique
 (février 2008).
Améliorez-le ou discutez des points à vérifier. 

Représentation en couleur de la zone de l'Antarctique revendiquée par la Nouvelle-Zélande.

Cet article fait partie de chronologie de l'histoire de la Nouvelle-Zélande, plus particulièrement celle de sa participation à la conquête de l'Antarctique.

## XVIIIesiècleetXIXesiècle
1773
- 17 janvier Le capitaine James Cook et les équipages des navires Resolution et Adventure deviennent les premiers explorateurs à franchir le Cercle polaire Antarctique[1].

Années 1770 - 1830
- Des navires viennent de Nouvelle-Zélande pour exploiter le phoque et de la baleine.

1838 - 1840
- Expéditions françaises et américaines menées par Jules Dumont d'Urville et Charles Wilkes. John Sac, un Māori voyageant avec Wilkes, devient le premier néo-zélandais à traverser le cercle polaire antarctique[1].

1839
- Découverte des Îles Balleny par les capitaines Baleiniers Anglais John Balleny et Thomas Freeman.

1841
- Découverte de la mer de Ross et du mont Erebus par James Clark Ross

1895
- Le Néo-Zélandais Alexander von Tunzelmann devient la première personne à poser le pied en Antarctique au Cap Adare[2].

1899
- février Une expédition britannique menée par Carsten Borchgrevink qui inclut plusieurs Néo-Zélandais établit la première base en Antarctique au Cap Adare. Cette expédition est la première à passer l'hiver sur le continent[2].

## Années 1900
1902
- L'Île Scott (brièvement Markham Island) est découverte et explorée par le capitaine William Colbeck

## Années 1910
1910
- Robert Falcon Scott quitte le port de Port Chalmers pour l'Antarctique.

Ce sera sa dernière expédition: Il périra avec les membres de son équipe dans une tempête de Blizzard.
1911 - 1914
- Quatre néo-zélandais (H Hamilton, AJ Sawyer, EN Webb, and LA Webber) figurent parmi les membres de l'expédition australienne de Douglas Mawson[3]

## Années 1920
1923
- La Dépendance de Ross est proclamé le 30 juillet comme un territoire Britannique confié à la Nouvelle-Zélande[3].

1928
- Le Contre-Amiral de l'US Navy, Richard Evelyn Byrd quitte Dunedin pour la première exploration Air-Mer de l'Antarctique.

Byrd survole le pôle Sud avec le pilote Bernt Balchen les 28 et 29 novembre 1929, de manière similaire à son survol du pôle Nord en 1926. Il établit la base de Little America.
1929
- Expedition combinée par le Royaume-Uni, l'Australie et la Nouvelle-Zélande menée par Douglas Mawson, deux néo-zélandais figurent parmi les membres: RA Falla et RG Simmers[4].

## Années 1930
1933
- La société Néo-Zélandaise pour l'Antarctique est fondée.

## Années 1940
1946
- La Nouvelle-Zélande rejoint la Commission baleinière internationale afin de prévoir les pêches futures dans l'océan antarctique[4].

1949
- Première publication du journal de l'Antarctique par la Société Néo-Zélandaise de l'Antarctique[4].

## Années 1950
1956
- la Station McMurdo est établie. La construction des bases antarctiques Scott et d'Amundsen-Scott est commencée.

1957
- Année géophysique internationale.
- La Station Hallett est établie au Cap Adare par les États-Unis et la Nouvelle-Zélande[5].
- La base antarctique Scott est établie dans la Dépendance de Ross.
- Edmund Hillary mène une expédition en utilisant des tracteurs spécialement équipés pour les voyages polaires. C'est la première depuis celle de Scott à atteindre le Pôle Sud par la terre.

1958
- Les États-Unis lance une série d'expéditions appelée Operation Deep Freeze, en partant de Christchurch.

1959
- 1er décembre Le Traité sur l'Antarctique est signé entre plusieurs pays du monde afin d'assurer l'exploration scientifique de l'Antarctique.
- Le Département de la Recherche et Industrie Scientifique (DSIR) établit une division en Antarctique[5].

## Années 1960
1965
- Le premier vol de la Nouvelle-Zélande à l'Antarctique est réalisé au moyen d'un avion de type C130 (Hercules).

1968
- Marie Derby devient la première femme Néo-Zélandaise à travailler en Antarctique.

1969
- Le Pôle Sud est atteint pour la première fois par des femmes. Quatre américaines, une Australienne et une Néo Zélandaise Pamela Young
- La Station Vanda est mise en service.

## Années 1970
1970
- L'Antarctic Amendment Act est décrété.

1972 - 1974
- Premier voyage en solitaire en Antarctique par l'écrivain Néo-Zélandais David Lewis[6].

1974
- décembreUne expédition Franco-Néo-Zélandaise est menée pour atteindre le mont Erebus afin d'explorer son cratère.

1975
- Le Premier Ministre Bill Rowling suggère lors du meeting d'Oslo de déclarer l'Antarctique au Parc Mondial de l'Unesco.

1976
- Thelma Rogers, du DSIR de Nouvelle-Zélander, devient la première femme à passer l'hiver en Antarctique[6].

1977
- La Nouvelle-Zélande proclame une zone économique exclusive de 200 milles nautiques (370 km) autour de l'Antarctique incluant les eaux de la Dépendance de Ross[6].

1979
- Désastre du mont Érebus : Un DC-10 de Air New Zealand s'écrase et 257 personnes meurent.

## Années 1980
1980
- la Nouvelle-Zélande est signataire de la Convention sur la Conservation des Ressources Maritimes Vivantes de l'Antarctique, qui sera appliquée à partir de 1982[6]

1982
- 20 janvier Robert Muldoon devient le premier 'Premier Ministre Néo Zélandais' à visiter l'Antarctique[6].

1987
- Fermeture du Bureau de Poste de la Base Scott (Il rouvrira en 1994).

## Années 1990
1995
- Fermeture de la Station Vanda.

1996
- L'institut Antarctica New Zealand est établi au 1er juillet afin de préserver les intérêts de la Nouvelle-Zélande en Antarctique.

## Années 2000
2006
- octobre (jusqu'à janvier 2007) : Les néo-zélandais Kevin Biggar and Jamie Fitzgerald deviennent les premières personnes à atteindre le pôle Sud sans l'aide de provisions[7]. En revanche leur plan de retour avec l'aide d'une voile est abandonné[8].

2007
- Le Premier ministre de Nouvelle-Zélande Helen Clark et Sir Edmund Hillary (alors âgé de 87ans) se rendent ensemble à la célébration du cinquantième anniversaire de la Base Scott.
- Le 4 juin: La première médaille Néo-Zélandaise de l'Antarctique (NZAM) est décerné au géophysicien et docteur Fred Davey.